# Sparus aurata

Ocorrência natural da espécie

Sparus aurata é um peixe da família Sparidae cujo nome vulgar em Portugal é dourada (às vezes, doirada). Em virtude de seu sabor, é um peixe de alto valor comercial.  A espécie foi descrita e catalogada pelo zoólogo Linnaeus em 1758.
Etimologicamente, o termo «dourada» espalhou-se pelo mundo no século XVII através do espanhol dorado, este proveniente do latim deauratus.
É um peixe de ventre prateado e dorso acinzentado, com mancha negra por cima do opérculo e mancha dourada entre os olhos, envolvida por duas zonas escuras. Apresenta lábios grossos e dentes frontais fortes e pode atingir os 70 cm de comprimento. A dourada habita fundos rochosos do sublitoral e alimenta-se de invertebrados e peixes. 
Em 2011, Portugal produziu cerca de 828 toneladas de dourada, grande parte no sistema semi-intensivo de esteiro em  antigas salinas. As zonas de produção localizam-se nas rias de Aveiro, Formosa e Alvor, nos estuários do Mondego, Sado e Guadiana. 
Existe ainda uma produção intensiva em estruturas flutuantes no porto de Sines e na zona sul da Madeira.

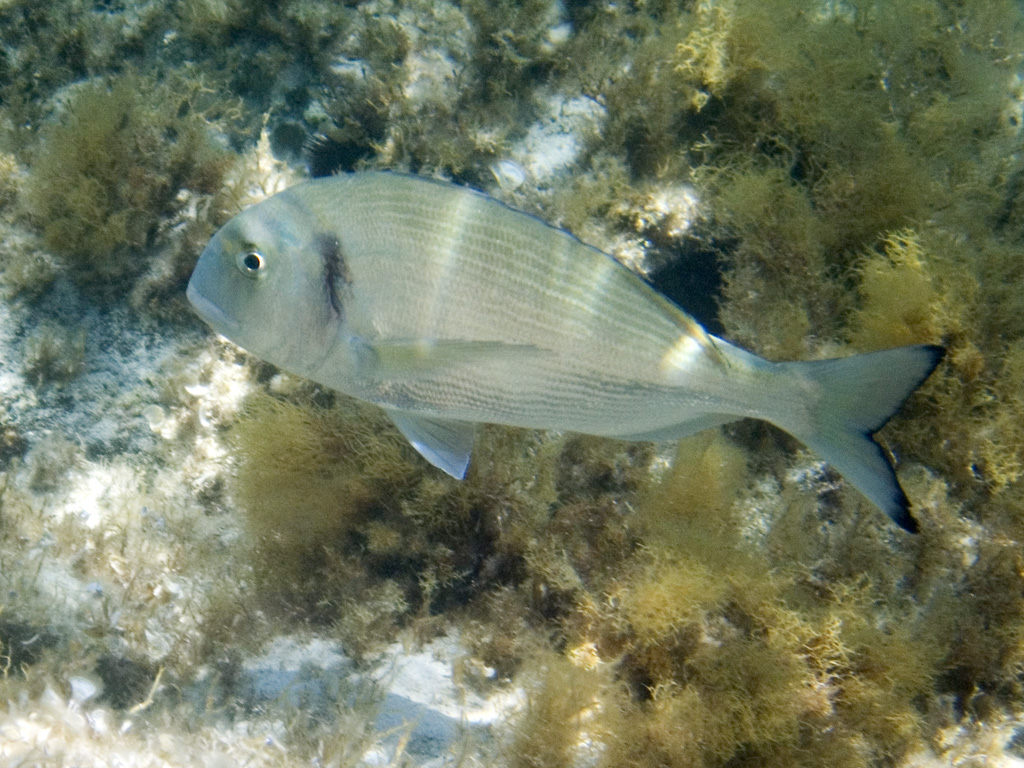
Dourada em Spiaggia de La Pelosa, na costa noroeste da Sardenha, Itália
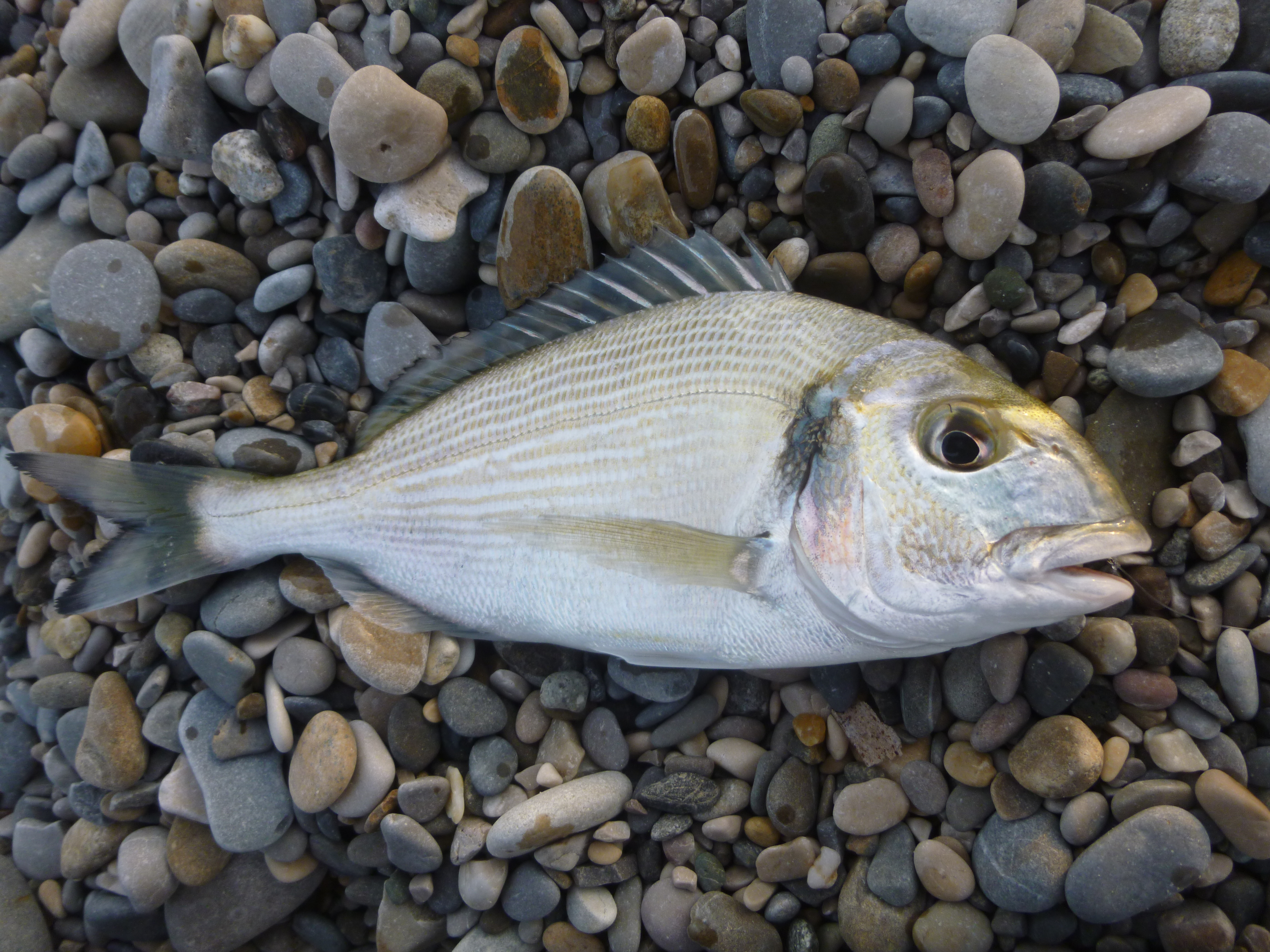
Uma dourada-real recém-pescada
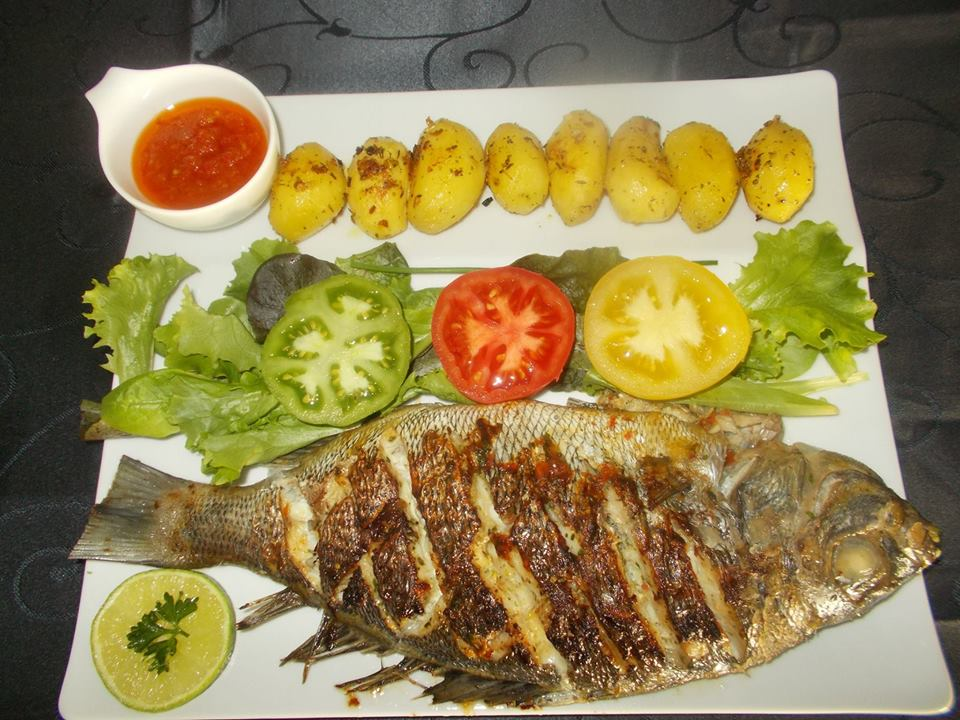
Dourada grelhada acompanhada com legumes